# Complexe sportif Claude-Robillard
Der Complexe sportif Claude-Robillard (kurz: CSCR) ist eine Mehrzweck-Sportanlage im Arrondissement Ahuntsic-Cartierville der kanadischen Stadt Montreal, Provinz Québec. Sie befindet sich an der Avenue Christophe-Colomb, rund sieben Kilometer nordwestlich des Stadtzentrums. Der CSCR war Schauplatz mehrerer Wettkämpfe während der Olympischen Sommerspiele 1976. Benannt ist die Anlage nach dem Ingenieur Claude Robillard (1911–1968), dem ersten Direktor des Montrealer Stadtplanungsamtes.

## Anlage
Die Sportanlage besteht aus zwei Gebäuden, dem Hauptgebäude und der benachbarten Aréna Michel-Normandin. Mittelpunkt des Hauptgebäudes ist das Hallenbad. Es umfasst ein Schwimmbecken mit zehn Bahnen gemäß olympischen Kriterien sowie ein Sprungbecken mit Türmen von 3, 5 und 10 Metern Höhe. Im Hauptgebäude befinden sich darüber hinaus eine Indoor-Laufbahn von 200 Metern Länge, zwei Sporthallen, eine Turnhalle, eine Bogenschießanlage, Fechthallen, Hallen für Kampfsportarten und Gewichtheben sowie Tennis- und Squashhallen. Die Aréna Michel-Normandin ist ein Fußballstadion mit Leichtathletikanlage und Platz für 9500 Zuschauer. Daneben existieren ein Kunstrasenfeld, zwei Baseball-Anlagen und ein Dutzend Tennisplätze. Die Anlage ist im Besitz der Stadt Montreal.

## Geschichte
Der CSCR entstand im Hinblick auf die in Montreal ausgetragenen Olympischen Sommerspiele 1976. Die Bauarbeiten begannen im Oktober 1974, die offizielle Eröffnung erfolgte am 18. Mai 1976. Während der Sommerspiele fanden im CSCR Spiele der olympischen Handball- und Wasserball-Turniere statt. Darüber hinaus diente die Anlage als Trainingszentrum für Leichtathleten, Schwimmer und Feldhockeyspieler. Die Fußballmannschaft Montreal Impact nutzte von 1993 bis 2007 die Aréna Michel-Normandin als Heimspielstätte, außerdem bestritt die kanadische Fußballnationalmannschaft hier einige Spiele. Seit 2016 nutzt der FC Montréal das Stadion.

## Galerie

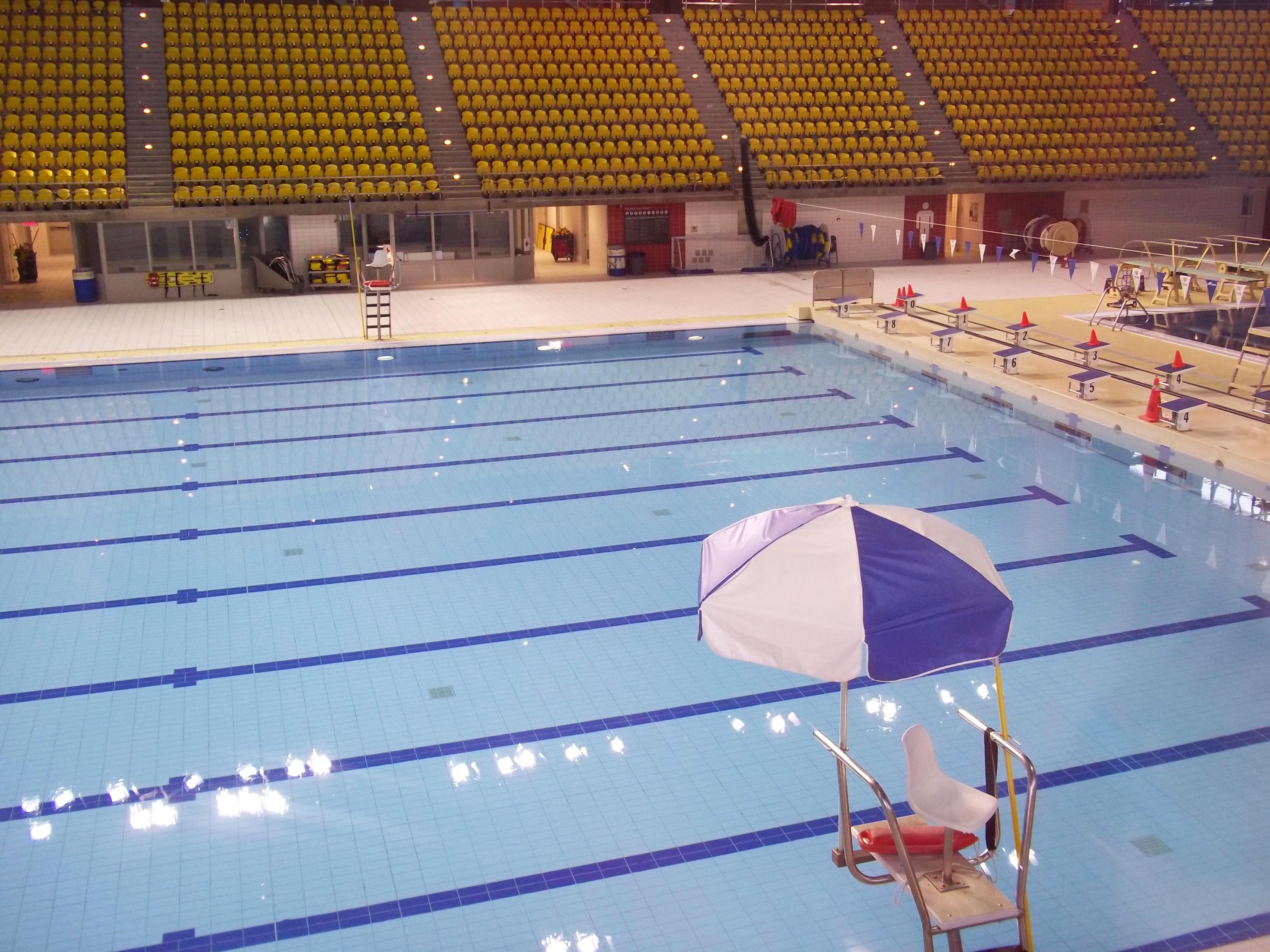
Hallenbad im Complexe sportif Claude-Robillard
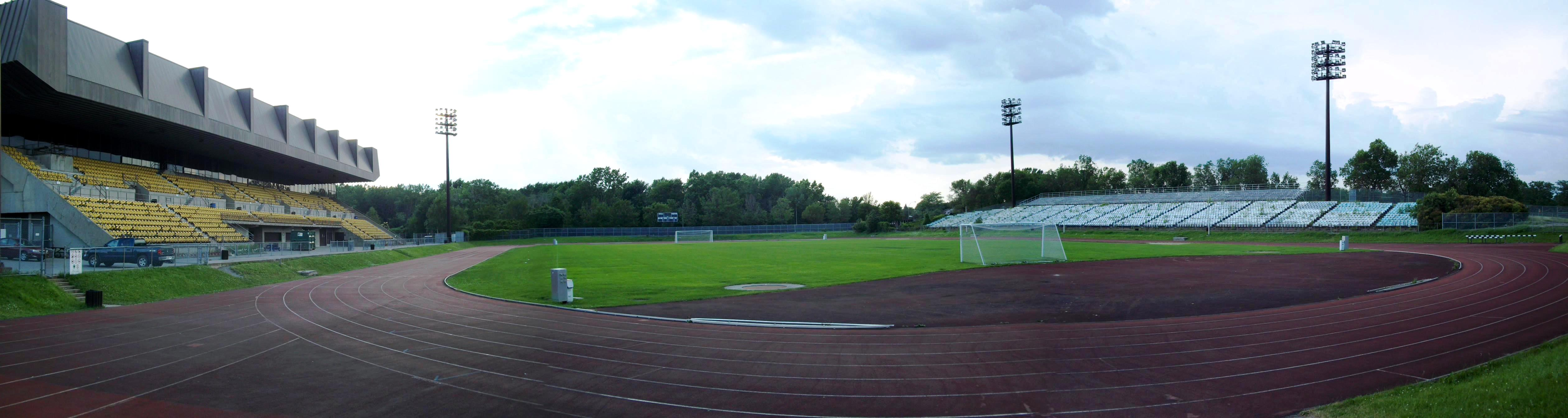
Aréna Michel-Normandin